# Rangers – Plavci
Rangers / Plavci jsou česká hudební skupina, jedna z nejvýznamnějších v rámci českého folku a country. Byla založena v roce 1964, na přelomu 20. a 21. století z ní vzešlo několik nástupnických kapel s různě odvozenými názvy.

## Historie skupiny

### Vznik
Původním základem pozdějších Rangers byla country-westernová kapela Hillbilly Western, kterou roku 1963 založili kytarista a flétnista Milan Dufek, bendžista Pavel Fáček a basista Antonín Hájek, spolužáci ze strojní fakulty ČVUT. Roku 1964 se přejmenovali na The Rangers a přidali se k nim houslista Jiří Veisser, bubeník Jiří Hájek (s A. Hájkem nepříbuzný) a nakrátko ještě kytarista Jiří Haller. Ještě toho roku Fáček přivedl do kapely Mirka Řihoška a Jana Vančuru (do té doby v gymnaziální kapele „Řihošvanč Beat“), sám ale zanedlouho z Rangers odešel a bendžo po něm převzal Řihošek. Roku 1965 kapela provedla ve Vinohradské sokolovně svůj první větší koncert, tehdy za honorář v podobě piva a párku.

### Budování popularity
Tato první klasická sestava se zkompletovala roku 1966 příchodem kytaristy Radka Tomáška a zpěvačky Jarky Hadrabové, zároveň ale odchází bubeník J. Hájek. Téhož roku začali pravidelně vystupovat v SAKSu v budově ČVUT v Praze na Karlově náměstí, jejich prvním konferenciérem byl Mirek Černý. V roce 1967 se účastnili první Porty, kterou hned vyhráli a totéž zopakovali i v následujícím roce, kdy M. Černého na moderátorském postu posílil jeho kolega Petr Nárožný. S těmito úspěchy přišla první nabídka na natočení LP od vydavatelství Panton.
V roce 1969 skupina získala ocenění pro nejúspěšnější skupinu roku na 1. Festivalu Country + Western v Praze. Toho roku ji ale opustila Jarka Hadrabová, která přešla ke Spirituál kvintetu. Rangers pak už žádnou další stálou zpěvačku neangažovali, vysoké pěvecké party nadále obstarával Jan Vančura.

### Normalizace
Roku 1970 Rangers prodali svůj první milion gramofonových desek a v Divadle E. F. Buriana pořídili první živé album, moderované Petrem Nárožným a Mirkem Černým.
Krátce poté upozornila smluvní agentura Pragokoncert, že název skupiny připomíná pojmenování americké vojenské jednotky U.S. Army Rangers, což je v době přetrvávající války ve Vietnamu nežádoucí, a že skupině s takovým názvem nebudou organizovat koncerty. V roce 1971 tak skupina přijala nový název Plavci (zvolený podle jedné jejich starší písně) a pro následující dekády se stala protagonistou normalizační popmusic folkového rázu.
V roce 1973 skupinu opustil Radek Tomášek. Téhož roku odešel Petr Nárožný do divadla Semafor a na moderátorské pozici ho nahradil Luděk Nekuda, kterého roku 1974 vystřídala dvojice Jan Vala – Jiří Wimmer. Roku 1976 se Nekuda opět vrátil a vystupoval s Rangers až do roku 1978.
V roce 1974 začala skupina účinkovat i v zámoří, podnikli turné do Argentiny (vystoupili v Buenos Aires) a na Kubu. V tomto trendu pokračovali celá 70. léta, která jsou také vrcholem kariéry této skupiny. V roce 1980 skupinu obohatili noví mladší členové Jiří Kaleš a Jiří Jirásek. V roce 1987 pro rodinné povinnosti skupinu opustil zpěvák Jan Vančura a na jeho místo nastoupil zpívající bubeník Luboš Řehák. V následujícím roce se znovu vydali do Jižní Ameriky, přičemž 14x vystoupili v São Paulu.
V roce 1989 skupinu postihla těžká rána, když po těžké nemoci zemřel kapelník a zakladatel skupiny Antonín Hájek.

### Po roce 1989
Po pádu komunistického režimu se skupina ihned vrátila k původnímu názvu Rangers a v repertoáru k hitům z přelomu 60. a 70. let, do skupiny také přišel nový baskytarista a zpěvák Jan Podjukl. V roce 1994 se poprvé vydali na koncertní zájezd do Spojených států amerických a Kanady, zároveň získali platinovou desku za dva miliony prodaných nosičů. O tři roky později koncertovali v Austrálii a rok na to získali další platinovou desku. Pro neshody s agenturou odešel v roce 1998 ze skupiny Jiří Veisser, na jehož místo nastoupil Max Presser.
V následujícím roce se do skupiny vrátil Jan Vančura, zprvu jako host, později se stal plnohodnotným členem. V roce 2005 se skupina potřetí vydala do Jižní Ameriky, tentokrát do Kolumbie. Během tohoto zájezdu při potápění tragicky zahynul Milan Dufek.

## Nástupnické kapely
Po odchodu Jiřího Veissera v roce 1998, resp. smrti Milana Dufka v roce 2005 a druhém odchodu Jana Vančury v roce 2013 si jednotliví členové původní skupiny založili různé nástupnické kapely, které pokračují v repertoáru původních Rangers/Plavců:
- Rangers Band (původní skupina) – pokračuje ve složení Jan Podjukl (baskytara, zpěv), Jiří Kaleš (sólová kytara, zpěv), Luboš Řehák (bicí, zpěv), Mirek Čamaj (kytara, zpěv), Martin Černý (banjo, zpěv).[8]
- Rangers (držitel ochranné známky) – pokračuje ve složení Mirek Řihošek (banjo, kytara, zpěv), Karel Macálka (kytara, akordeon, zpěv), Maxmilian Presser (zpěv, mandolina, housle, foukací harmonika, kytara), Iva Hajnová (zpěv), František Drápal (zpěv, kontrabas).[5]
- Plavci (nebo také Jan Vančura a Plavci) – pokračuje ve složení Jan Vančura (kytara, zpěv), Mário Bihári (akordeon, zpěv), Jakub Racek (kytara, zpěv) a Lukáš Pelegríni (kontrabas, zpěv), pozici stálého hosta přijala Irena Budweiserová (zpěv).[9]
- New Rangers – vlastní skupina Jiřího Veissera, kterou založil v roce 2002.[10]

## Nejznámější písně
- 500 mil
- Colorado
- Drak od bílé skály
- Inženýrská
- Kingston town
- Krajina oblých kopců
- Láska je věc kouzelná
- Mám radost
- Orchidej
- Pole s bavlnou
- Rákosí
- Teče voda
- Trpasličí svatba
- Vítám vás
- Vysočina
- Zvedněte kotvy

## Diskografie

### Gramofonové desky
- 1968 Colorado / Oh Shenandoah, Zvedněte kotvy / Tulák – Panton, EP
- 1969 Král silnic/Balíček karet – Panton, SP
- 1969 Hřbitovní kvítí/Žlutý pták – Panton, SP
- 1969 Kdo má právo/Kingston town – Panton, SP
- 1969 900 mil/Smutný psaní – Panton, SP
- 1969 Pojď ven/Neplač malá – Panton, SP
- 1969 The Rangers (I.) – Panton, LP (reedice na CD – 1996 – Sony Music)
- 1970 Nápis křídou/O.K. – Panton, SP
- 1970 Poslední večeře/Otec a syn – Panton, SP
- 1970 Rangers v divadle E.F.B. – Panton, LPs
- 1970 Rangers 1970 (II.) – Panton, LP
- 1971 Teče voda/Zlaté zvony – Panton, SP
- 1971 Mám radost/O málo víc – Panton, SP
- 1971 Rangers (III.) – Panton, LP
- 1972 Nos pro trable/Láska je věc kouzelná – Panton, SP
- 1972 Každý týden orchidej – Panton, SP
- 1972 Otcova hůl/Džin hej – Panton, SP
- 1973 Plavci (IV.) – Panton, LP
- 1973 Panton a Plavci – Panton, SP
- 1973 Plavci a Panton – Panton, SP
- 1974 Plavci (V.) – Panton, LP
- 1974 Tak přišel den/Můj pes suverén – Panton, SP
- 1974 Alchymista/Kopej hrob můj – Panton, SP
- 1974 Silný tým/Noc je jako dáma – Panton, SP
- 1975 Sláva – Panton, LP
- 1975 Country Our Way – Panton, LP
- 1975 Květy dej/Poutník s kytarou – Panton, SP
- 1975 Vánoční kapela/Oranžová baňka – Panton, SP
- 1976 Najdi tón/Romance šestnáctého léta – Panton, SP
- 1976 Po řece chci plout –
- 1977 Chvála písni –
- 1978 Plavci –
- 1978 Plavci na Poříčí –
- 1978 Snadné/Jarní láska – Panton, SP
- 1980 On The Country Road –
- 1980 Otvíráme plovárnu –
- 1981 Slunovláska/Krajina oblých kopců – Panton, SP
- 1981 Trpasličí svatba/Půlnoční hodina, poslední vůz – Panton, SP
- 1982 Znám místa časem zavátá – Plavci/Kámen – Ulrychovci + Javory – Panton, SP (Bratislavská lýra 1982)
- 1983 Nedávno byl jsem školák/Inženýrská – Supraphon, SP
- 1983 Jen tak dál/Železnej muž – Supraphon, SP
- 1984 Sejdeme se u Rotta/Dvacetiletá – Supraphon, SP
- 1984 Já si zajdu/Čistá voda – Supraphon, SP
- 1984 Evžen lovec žen/Bicykl – Supraphon, SP
- 1984 Galaportrét –
- 1986 Rodinné Vánoce – Plavci/Ztracená láska – Zora Jandová – Supraphon, SP
- 1984 Erb toulavého rodu –
- 1986 Jen tak dál –
- 1986 Výzkumný Ústav Vodních Radostí –
- 1987 Country Grass Band –
- 1990 Svítá/V dálce hrajou blues – Supraphon, SP
- 1991 21x Rangers – , LP
- 1991 Plavci představují The Rangers – , LP
- 1992 Druhá míza – , LP
- 1992 Country show live – , LP
- 1993 …Nejde zapomenout – , LP

### CD, VHS, DVD alba
- 1993 21x Plavci – Panton, CD
- 1993 To nejlepší z Minstrels – , CD
- 1994 Promovaní inženýři – , CD
- 1994 Rangers – Plavci – Rangers Live – , CD
- 1995 21x Rangers – Plavci potřetí… – , CD
- 1996 The Rangers – , CD
- 1996 Stalo se na Západě – , CD
- 1997 Rangers ve Španělsku / Druhá míza – , VHS
- 1997 Rangers 1970 – , CD
- 1998 Rangers – , CD
- 1999 21x Minstrels – , CD
- 1999 Plavci – , CD
- 1999 Třetí zuby – , CD
- 2000 Chvála písni / Country Our Way  – , CD
- 2000 Rangers na cestách – , CD
- 2002 Největší pecky Rangers – , CD
- 2003 Trpasličí svatba – , CD
- 2004 To nejlepší z Rangers-Plavců – Luděk Nekuda (1973–1977) – , DVD
- 2004 To nejlepší z Rangers-Plavců (1967–1973) – , DVD
- 2004 Rangers – To nejlepší (výběr z let 1968–1972) – , 2CD
- 2005 Rangers – To nejlepší z Plavců (výběr z let 1973–1986) – , 2CD
- 2006 Rangers – To nejlepší potřetí (výběr z let 1992–1999) – , 2CD
- 2008 Rangers Band – CD 2008 – MULTISONIC
- 2009 Rangers – Zlaté hity – Universal Music, CD
- 2015 Zlatá kolekce
- 2016 Rangers 2016